# Generalpodpolkovnik
Generalpodpolkovnik je drugi najvišji generalski čin v Slovenski vojski; v mornarici mu ustreza viceadmiral.
Slovenska vojska :